# Togo Bozzi
Togo Bozzi (Cervinara, 27 luglio 1905 – Benevento, 28 giugno 1989) è stato un saggista e giornalista italiano.
Nacque nella casa posta in Piazza Elena a Cervinara (AV), alle ore pomeridiane cinque del 27 luglio 1905, da Vincenzo, avvocato antifascista domiciliato in Benevento, e dalla nobildonna Bianca Cecere, che gli imposero i nomi di Togo, Telemaco, Tiziano, Ulpiano, Valerio, Zenone, Italo, Leonino.
Seguendo le orme paterne si laureò in giurisprudenza e dal 1943 in poi si dedicò anche al giornalismo collaborando ai periodici Ricostruzione, Idea Nazionale, Lavoro d'Italia, Centro Italia e Messaggio d'Oggi.
Attento studioso della storia socio-economica del Sannio, propose attraverso le colonne del quotidiano Roma la creazione di una nuova regione, il Molisannio, che in base ad affinità storiche, economiche e culturali, avrebbe dovuto accorpare alcune aree interne della Campania e del Molise, secondo i confini dell'antico Sannio.
Questa sua idea la ripropose ufficialmente nel 1945, quando venne nominato da Pietro Nenni membro della Commissione per studi attinenti alla riorganizzazione dello Stato; in veste di rappresentante del Partito Democratico del Lavoro presentò la questione del Molisannio già auspicata da Francesco Crispi alle autorità locali, riscuotendo vasti consensi, ma senza tuttavia ottenere risultati pratici.
Negli anni settanta si pose a capo di un Comitato per il Molisannio, ma ancora una volta la nuova regione non venne costituita e così egli si dimise dall'incarico il 15 dicembre 1973, salvo poi tornare alla ribalta politica nel 1981, quando Clemente Mastella auspicò la costituzione del Molisannio e lui volle sostenerla con un volume dal titolo Il vero Sannio, ove raccolse tutti i propri scritti sull'argomento.
Insignito del premio ‘Leader d'Opinione' dal Centro Giornalistico per la Programmazione Economica, fu autore di vari saggi.

## Opere
- Le oasi sannite
- Benevento
- Il vestibolo dell'eterno
- Tormento di meridionalista
- Il vero Sannio